# Biskupi namurscy
Biskupi namurscy - lista biskupów pełniących swoją posługę w diecezji namurskiej.

## Biskupi diecezjalni
| L.p. | Lata rządów | Imię i nazwisko                                      |
| ---- | ----------- | ---------------------------------------------------- |
| 1.   | 1561–1578   | bp Antoine Havet                                     |
| 2.   | 1580–1592   | bp François de Wallon-Capelle                        |
| 3.   | 1593–1595   | bp Jean Dave                                         |
| 4.   | 1597–1601   | bp Jacques Blaes                                     |
| 5.   | 1601–1615   | bp François Buisseret                                |
| 6.   | 1615–1629   | bp Jean Dauvin                                       |
| 7.   | 1630–1651   | bp Engelbert des Bois                                |
| 8.   | 1654–1668   | bp Jean Wachtendonck                                 |
| 9.   | 1669–1679   | bp Ignaas-August van Grobbendonck-Schetz             |
| 10.  | 1680–1695   | bp Pierre Vandenperre                                |
| 11.  | 1696–1725   | bp Ferdinand Paul Ernest Maximilien de Berlo de Brus |
| 12.  | 1727–1740   | bp Thomas Jean François de Strickland de Sigergh     |
| 13.  | 1740–1771   | bp Paul Godefroid de Berlo de Franc-Douaire          |
| 14.  | 1772–1779   | bp Ferdinand-Marie de Lobkowitz                      |
| 15.  | 1780–1796   | bp Albert Louis de Lichtervelde                      |
| *    | 1796–1802   | sede vacante                                         |
| 16.  | 1802–1803   | bp Claude de Bexon                                   |
| 17.  | 1804–1826   | bp Charles-François-Joseph Pisani de la Gaude        |
| 18.  | 1828–1831   | bp Nicolas-Alexis Ondernard                          |
| 19.  | 1833–1835   | bp Jean-Arnold Barrett                               |
| 20.  | 1836–1865   | bp Nicolas-Joseph Dehesselle                         |
| 21.  | 1865–1867   | bp Victor-Auguste-Isidore Dechamps, C.SS.R.          |
| 22.  | 1867–1883   | bp Théodore-Joseph Gravez                            |
| 23.  | 1883–1884   | bp Pierre-Lambert Goossens                           |
| 24.  | 1884–1892   | bp Eduard Joseph Belin                               |
| 25.  | 1892–1899   | bp Jean-Baptiste Decrolière                          |
| 26.  | 1899–1941   | bp Thomas Louis Heylen, O. Praem.                    |
| 27.  | 1941–1974   | bp André Marie Charue                                |
| 28.  | 1874–1991   | bp Robert-Joseph Mathen                              |
| 29.  | 1991–2010   | bp André-Joseph Léonard                              |
| 30.  | 2010–2019   | bp Rémy Vancottem                                    |
| 31.  | 2019-       | bp Pierre Warin                                      |

## Biskupi pomocniczy
- 1883–1883: bp Pierre-Lambert Goossens, biskup tytularny Abdera, koadiutor
- 1929–1941: bp Justin Cawet, biskup tytularny Hemeria, koadiutor
- 1957–1992: bp Jean-Baptiste Musty, biskup tytularny Botriana
- 1974–1974: bp Robert-Joseph Mathen, koadiutor, biskup tytularny Tituli in Numidia
- 2004–2019: bp Pierre Warin, biskup tytularny Tongres